# 井上真二
井上 真二（いのうえ しんじ、1966年7月12日 - ）は、熊本県玉名郡南関町出身の元プロ野球選手（外野手）・コーチ。右投右打。

## 経歴
熊本工業高では四番打者、中堅手として活躍。2年生の時に高村洋介、野村裕二のバッテリーを擁し、1983年春の選抜に出場。1回戦で湯上谷宏のいた星稜高に敗退。同年夏の甲子園県予選でも決勝に進むが、後藤慎治のいた東海大二高に惜敗。翌1984年夏の予選は同期のエース二宮正己を擁し出場。しかし決勝で鎮西高の松崎秀昭に抑えられ敗退、甲子園出場を逸する。
1984年のプロ野球ドラフト会議で読売ジャイアンツから5位指名を受け入団。
1985年から一軍で起用され、10月には右翼手として初の先発出場を果たす。
1986年と3年目の1987年に2年連続でイースタン・リーグの本塁打王に輝くなど大器の片鱗を見せる。
1989年5月3日に阪神タイガースの池田親興から代打で決勝打となるプロ入り初本塁打を放つ。その後5月半ばから右翼手に定着し、5月16日 - 6月15日の1か月で67打数28安打.418、8本塁打を記録するなど、一時期新人王の最有力候補に挙げられる。当時、中日の監督だった星野仙一から「名前も知らん選手」といわれるほどの無名だったが、同じくこの年に台頭した2年後輩の緒方耕一と共に「熊工コンビ」と呼ばれ人気を集め、同年のオールスターゲームにも出場した。しかし、徐々に失速し始め、8月中旬には外野に回った緒方が右翼手を務めるなど、井上は守備固めや代打での起用が多くなった（8月の成績は32打数7安打.219、0本塁打）。また、8月31日の試合で阪神マット・キーオから左側頭部にデッドボールを受け、その影響で9月6日に一軍登録を抹消されるが同月中に復帰を果たす。最終的に打率.298、12本塁打、38打点と自己最高の成績を残すが、新人王はヤクルトスワローズの笘篠賢治に奪われた。
1990年は、それぞれレフトとセンターのレギュラーに元々定着していた原辰徳とクロマティのほか、吉村禎章の復活や左投手対策で獲得した西岡良洋、新外国人マイク・ブラウンの加入や内外野兼任の緒方耕一の存在、大森剛の入団など、外野手の層がかなり厚くなったことから一軍定着もままならなくなる。それでも、8月には、2試合にまたがって3打数連続本塁打を記録するなど、潜在能力は前年の活躍を裏付けるものを持っていたが、突発的な活躍も前年のままで、結局その3本塁打に終わる。
その後は二軍では活躍するものの、一軍では8年間で1本塁打と振るわず、1998年を最後に現役を引退した。一軍定着時の活躍が鮮烈だったため、一部では頭部への死球をきっかけに打てなくなったと思われている節がある。二軍での通算125本塁打は現在でもイースタン・リーグ記録である。
2001年から二軍で打撃コーチや外野守備コーチを歴任。
2004年と2005年は一軍打撃コーチとなる。
2006年に再び二軍打撃コーチとなった。
2007年からは巨人のスカウトを務めていた。
2016年は二軍打撃コーチに復帰。2軍監督の斎藤雅樹がインフルエンザと診断されたため4月9日のDeNA戦から監督代行を務めたほか、11月25日から台湾で開催されたアジアウインターベースボールリーグにおいて、NPBイースタン選抜の監督を務めた。2017年からはスカウトに戻り、新設職のチーフスカウトを務める。2019年からは巨人の三軍監督に就任。2020年8月1日付けでファームディレクターとなり、2021年限りで退任。2024年時点では育成強化部育成チームチーフを務めていた。
2024年の二軍全日程終了後の9月30日から10月28日まで、ウエスタン・リーグ参加球団のくふうハヤテベンチャーズ静岡にコーチとして派遣されることが発表された。いったん派遣期間は終了したが、翌2025年1月15日に改めて11月30日までのコーチ派遣が発表された。役職はヘッドコーチ兼打撃コーチとなり、背番号は52。

## 詳細情報

### 年度別打撃成績
| 年 度      | 球 団      | 試 合 | 打 席 | 打 数 | 得 点 | 安 打 | 二 塁 打 | 三 塁 打 | 本 塁 打 | 塁 打 | 打 点 | 盗 塁 | 盗 塁 死 | 犠 打 | 犠 飛 | 四 球 | 敬 遠 | 死 球 | 三 振 | 併 殺 打 | 打 率 | 出 塁 率 | 長 打 率 | O P S |
| ---------- | ---------- | ----- | ----- | ----- | ----- | ----- | -------- | -------- | -------- | ----- | ----- | ----- | -------- | ----- | ----- | ----- | ----- | ----- | ----- | -------- | ----- | -------- | -------- | ----- |
| 1985       | 巨人       | 7     | 12    | 11    | 0     | 3     | 0        | 0        | 0        | 3     | 0     | 0     | 0        | 0     | 0     | 0     | 0     | 1     | 4     | 0        | .273  | .333     | .273     | .606  |
| 1986       | 巨人       | 8     | 6     | 6     | 1     | 2     | 0        | 0        | 0        | 2     | 0     | 0     | 0        | 0     | 0     | 0     | 0     | 0     | 1     | 0        | .333  | .333     | .333     | .667  |
| 1988       | 巨人       | 26    | 15    | 15    | 1     | 4     | 0        | 0        | 0        | 4     | 0     | 0     | 0        | 0     | 0     | 0     | 0     | 0     | 4     | 1        | .267  | .267     | .267     | .533  |
| 1989       | 巨人       | 81    | 242   | 205   | 33    | 61    | 10       | 1        | 12       | 109   | 38    | 4     | 0        | 5     | 4     | 23    | 1     | 5     | 36    | 8        | .298  | .376     | .532     | .907  |
| 1990       | 巨人       | 53    | 93    | 85    | 10    | 23    | 5        | 1        | 3        | 39    | 12    | 0     | 1        | 1     | 1     | 4     | 0     | 2     | 18    | 2        | .271  | .315     | .459     | .774  |
| 1991       | 巨人       | 21    | 24    | 23    | 0     | 1     | 0        | 0        | 0        | 1     | 0     | 0     | 0        | 0     | 0     | 1     | 0     | 0     | 9     | 2        | .043  | .083     | .043     | .127  |
| 1992       | 巨人       | 6     | 9     | 9     | 0     | 0     | 0        | 0        | 0        | 0     | 0     | 0     | 0        | 0     | 0     | 0     | 0     | 0     | 4     | 0        | .000  | .000     | .000     | .000  |
| 1993       | 巨人       | 10    | 9     | 7     | 0     | 3     | 1        | 0        | 0        | 4     | 0     | 0     | 0        | 0     | 0     | 2     | 0     | 0     | 0     | 1        | .429  | .556     | .571     | 1.127 |
| 1994       | 巨人       | 11    | 13    | 10    | 2     | 1     | 0        | 0        | 1        | 4     | 1     | 0     | 1        | 1     | 0     | 2     | 0     | 0     | 6     | 0        | .100  | .250     | .400     | .650  |
| 1995       | 巨人       | 28    | 31    | 26    | 1     | 7     | 4        | 0        | 0        | 11    | 5     | 0     | 0        | 2     | 1     | 1     | 0     | 1     | 6     | 0        | .269  | .310     | .423     | .733  |
| 1996       | 巨人       | 28    | 45    | 40    | 1     | 7     | 2        | 0        | 0        | 9     | 4     | 1     | 0        | 1     | 0     | 4     | 0     | 0     | 12    | 0        | .175  | .250     | .225     | .475  |
| 1997       | 巨人       | 10    | 7     | 6     | 0     | 0     | 0        | 0        | 0        | 0     | 0     | 0     | 0        | 1     | 0     | 0     | 0     | 0     | 3     | 0        | .000  | .000     | .000     | .000  |
| 通算：12年 | 通算：12年 | 289   | 506   | 443   | 49    | 112   | 22       | 2        | 16       | 186   | 60    | 5     | 2        | 11    | 6     | 37    | 1     | 9     | 103   | 14       | .253  | .319     | .420     | .739  |

### 記録
初記録
- 初出場：1985年10月9日、対広島東洋カープ22回戦（広島市民球場）、5回表に宮本和知の代打として出場、川端順の前に凡退
- 初安打：1985年10月16日、対広島東洋カープ24回戦（後楽園球場）、川端順から単打
- 初先発出場：1985年10月18日、対広島東洋カープ26回戦（後楽園球場）、6番・右翼手で先発出場
- 初本塁打・初打点：1989年5月3日、対阪神タイガース5回戦（東京ドーム）、7回裏に勝呂博憲の代打として出場、池田親興から2ラン
- 初盗塁：1989年6月7日、対横浜大洋ホエールズ9回戦、（横浜スタジアム）

その他の記録
- オールスターゲーム出場：1回（1989年）

### 背番号
- 52（1985年 - 1998年、2025年 - ）
- 72（2001年 - 2005年、2016年、2019年 - 2020年）
- 71（2006年）

### 代表歴
- 2016アジアウインターベースボールリーグ：NPBイースタン選抜：監督[10]